# کالینگوود، ویکتوریا
کالینگوود (به انگلیسی: Collingwood) یک حومه شهر در استرالیا است که در شهر یارا واقع شده‌است.